# Aus den Erinnerungen des Gemeinen Iwanow

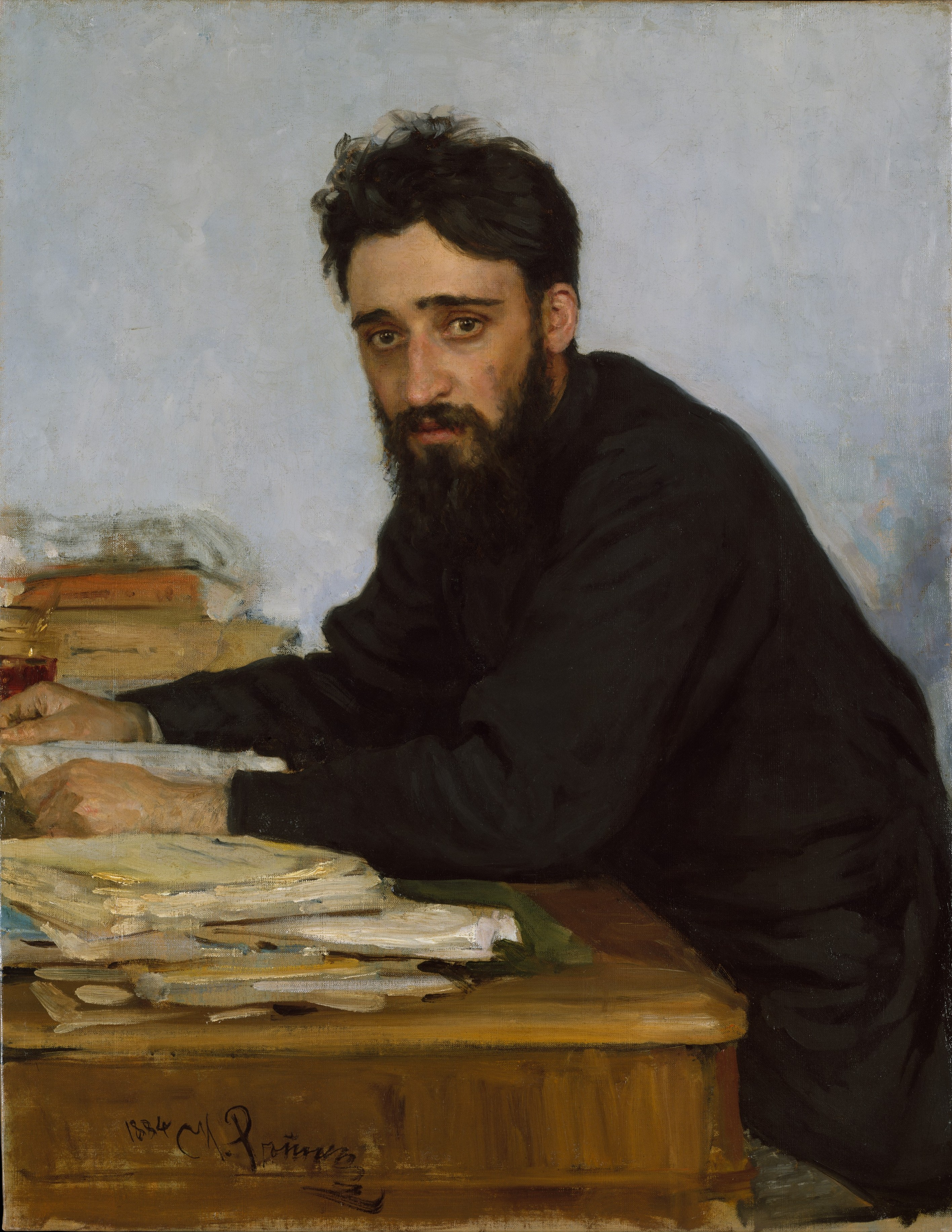
Ilja Repin 1884: Wsewolod Garschin

Aus den Erinnerungen des Gemeinen Iwanow (russisch Из воспоминаний рядового Иванова, Is wospominani rjadowowo Iwanowa) ist eine Erzählung des russischen Schriftstellers Wsewolod Garschin, die 1882 entstand und 1883 im Januarheft der Otetschestwennye Sapiski in Sankt Petersburg erschien. Die Übertragung ins Deutsche kam 1889 bei Eupel in Sondershausen heraus.

## Überblick
Russisch-Osmanischer Krieg: Der Ich-Erzähler, das ist der Student Wladimir Michailowitsch Iwanow aus dem Gouvernement Wladimir, bricht sein Studium ab, lässt die Mutter und Freunde in Petersburg zurück, fährt nach Kischinew, schließt sich dort Anfang Mai 1877 einer zwölftausend Mann starken russischen Division an, marschiert in deren Reihen hunderte Kilometer durch Rumänien und trifft Mitte Juli nach Überquerung der Donau in der Nähe eines bulgarischen Dorfes auf den türkischen Feind.

## Konflikt
Einige Offiziere des 222. Infanterieregiments rufen den Gemeinen Iwanow in ihr Zelt und bieten dem ehemaligen Studenten darin einen Schlafplatz an. Er sei doch ein Gebildeter und müsse nicht mit den Soldaten – durchweg russische Bauern, meistens aus der Nähe von Wjatka und Kostroma – nächtigen. Iwanow lehnt ab. Er möchte sich mit den Soldaten anfreunden.
Stabskapitän Pjotr Nikolajewitsch Wenzel, Kommandeur der zweiten Schützenkompanie, der kartenspielende und dabei trinkende Offiziere geringschätzt, nimmt Iwanow draußen beiseite und will wissen, warum dieser freiwillig in den Krieg zieht. Iwanow antwortet, er wolle etwas erleben.
In seinem Mannschaftszelt zurück, wird Iwanow vor der Nachtruhe von Kameraden angesprochen, was er mit Wenzel, diesem „Tier“, besprochen habe. Iwanow aber hatte im angeregten Gespräch den Eindruck gewonnen, Wenzel sei gebildet und liebenswürdig. Während des nächsten Marsches lernt Iwanow anderntags den Stabskapitän als Leuteschinder kennen. Wenzel will einen Soldaten mit dem Säbel schlagen. Iwanow geht dazwischen. Wenzel beherrscht sich und belehrt den Gemeinen Iwanow: Wenn in einer Situation wie dieser ein Soldat einen Offizier an der Hand packt, kann er für solches Vergehen auf einem Feldzug ohne Weiteres erschossen werden.
Tage darauf wird Wenzel vom Divisionskommandeur, einem Brigadegeneral, bestraft, weil er mit seiner Kompanie nicht durch ein überschwemmtes Wegstück marschiert ist, sondern gezögert hat. Wenzel wird der Säbel abgenommen. Iwanow beobachtet, die Kameraden frohlocken. Der General ist nicht nachtragend. Wenzel bekommt seine Hiebwaffe wieder.
Wiederum Tage später: Auf dem Marsch schlägt Wenzel den Soldaten Matjuschkin blutig, weil er ihn beim Marschieren mit einer Zigarre erwischt hat. Die Kameraden sind empört, mischen sich aber nicht ein, weil sie ihre Exekution fürchten. Aber, so orakelt die Mannschaft, einmal, in der Schlacht, wird das dem „Bluthund“ vergolten werden.
In Erwartung der Türken dann, in Bulgarien, nahe der Stadt Svistow, angesichts der ersten russischen Gefallenen, wird Iwanow wiederum von Wenzel mit den oben angesprochenen Frage konfrontiert: Was hat ein Student auf dem Schlachtfeld zu suchen? Zum zweiten Mal missbilligt Iwanow in dem darauffolgenden Dialog Wenzels übermäßigen Drill; diesmal allerdings lediglich in bitteren Worten. Wiederum beherrscht sich Wenzel und gibt Iwanow recht.
Kurz vor dem ersten Gefecht gegen die Türken fragen sich die Kameraden: Wird Wenzel am Leben bleiben?
Während des ersten Gefechts gegen die Türken ist nach fünf aufeinanderfolgenden russischen Vorstößen die Hälfte der Schützen Wenzels gefallen. Der bei allen fünf Versuchen am Leben gebliebene Anführer Wenzel schluchzt.

## Gesellschaftskritik
Obwohl Garschin seinen Iwanow behaupten lässt, er wolle im Krieg etwas erleben, liegt ein Antikriegstext vor:
- Beim Vorbeimarsch an einem Friedhof scheint es Iwanow, als fragte der Totenacker: „Weshalb marschiert ihr tausende von Werst, um auf fremden Feldern zu sterben, da ihr doch hier sterben, ruhig sterben und unter meinen Holzkreuzen und Steinplatten liegen könnt?“[4]
- Vor Ploesti zieht die Division am Kaiser vorbei. „Er [der Kaiser] wußte es, daß wir bereit waren zu sterben. Er sah die in ihrem Drang schrecklichen, festgefügten Reihen der Menschen, die fast im Laufschritt an ihm vorüberzogen, Menschen seines armen Landes, ärmlich gekleidete, rauhe Soldaten. Er spürte es, daß sie alle in den Tod gingen, ruhig … Er saß auf einem Grauschimmel, der unbeweglich dastand … Ein prächtiges Gefolge umgab ihn …“[5]
- Hunger und brackiges Trinkwasser dezimieren russische Mannschaften bereits vor dem ersten Gefecht: „Die Regimentslazarette waren überfüllt; jeden Tag wurden geschwächte und von Fieber und Ruhr geplagte Menschen in das Divisionslazarett transportiert. In den Kompanien waren nur noch die Hälfte oder zwei Drittel des vollen Bestandes einsatzfähig.“[6]
- Zu Beginn des ersten Gefechts schießen die Türken eine Granate ab. Ein Granatsplitter reißt einem russischen Feldwebel ein Bein ab.[7]
- Garschin schreibt zum weiteren Gefechtsverlauf unter anderen: „Ein Schütze, dem das Handgelenk zerschmettert war … verdrehte die Augen in seinem von Blutverlust und vor Schmerzen bläulich angelaufenen Gesicht … Man band ihm den Arm ab und legte ihn auf einen Mantel. Er wurde von Fieber geschüttelt; seine Lippen zitterten, er rang nach Atem und schluchzte nervös und krampfhaft.“[8]

## Deutschsprachige Ausgaben
Verwendete Ausgabe:
- Aus den Erinnerungen des Gemeinen Iwanow. S. 215–278 in Wsewolod M. Garschin: Die Erzählungen. Übertragen und mit Nachwort von Valerian Tornius. 464 Seiten. Dieterich’sche Verlagsbuchhandlung, Leipzig 1956 (Sammlung Dieterich, Bd. 177)